# David Martin (futbolista nacido en 1986)
David Edward Martin (Romford, Londres, Inglaterra, Reino Unido, 22 de enero de 1986) es un exfutbolista inglés que jugaba de guardameta. 

## Trayectoria

### Inicios
Formado en las inferiores del Tottenham Hotspur, Martin fichó por el Wimbledon en 2003, y en septiembre de ese año se mudó a Milton Keynes. En junio de 2004 fichó por el Milton Keynes Dons, club donde debutó; jugó 25 encuentros con el equipo durante dos temporadas.

### Liverpool
Luego de una exitosa prueba, fichó por el Liverpool el 12 de enero de 2006.
Durante sus cuatro años en el club, fue enviado a préstamo al Accrington Stanley, Leicester City, Tranmere Rovers, Leeds United y Derby County. Su cesión más exitosa fue en Leicester, donde el portero inglés jugó 26 encuentros y registró 13 vallas invictas, año en que el Leicester ganó la Football League One de 2008-09, incluso reveló sus intenciones de fichar por el club, aunque esto no pasó.
Dejó Liverpool en 2010, donde solo estuvo en la banca.

### Regreso a Milton Keynes Dons
El 12 de mayo de 2010, Martin fichó por segunda vez por el Milton Keynes.
Se ganó la titularidad del club, incluso fue nombrado jugador del año del club en la temporada 2015-16.
El 20 de abril de 2017, luego de nueve temporadas y 339 partidos disputados con el club, Martin anunció que dejaría el club al término de la temporada 2016-17.

### Millwall
El 1 de septiembre de 2017 fichó por el recién ascendido a la Championship, Millwall. Renovó su contrato con el club al término de la temporada 2018-19.

### West Ham United
El 3 de junio de 2019 fichó por dos años por el West Ham United de la Premier League.
Luego de haber estado bancado desde su llegada al club, el 30 de noviembre de 2019, Martin debutó en Premier League en un partido contra el Chelsea Football Club en el que consiguió dejar la portería a 0 y conseguir la victoria de su equipo.
En mayo de 2022 dejó el club y en septiembre se anunció su vuelta a Milton Keynes tras llevar un tiempo ejercitándose con el equipo y entrenando a los porteros.
La temporada 2023-24 la inició formando parte del cuerpo técnico del Southend United F. C. En septiembre fue registrado como jugador e hizo su debut el día 19 del mismo mes. Se marchó al final de campaña al Ipswich Town F. C. para ser miembro de su departamento de porteros.

## Selección nacional
Martin ha representado a Inglaterra en categorías juveniles.

## Vida personal
Martin es hijo del exdefensor del West Ham United Alvin Martin. Su hermano Joe también es futbolista profesional.

## Clubes
| Club                                | País       | Año       |
| ----------------------------------- | ---------- | --------- |
| Wimbledon F. C.                     | Inglaterra | 2003-2004 |
| Milton Keynes Dons F. C.            | Inglaterra | 2004-2006 |
| Liverpool F. C.                     | Inglaterra | 2006-2010 |
| Accrington Stanley F. C. (préstamo) | Inglaterra | 2007      |
| Leicester City F. C. (préstamo)     | Inglaterra | 2008-2009 |
| Tranmere Rovers F. C. (préstamo)    | Inglaterra | 2009      |
| Leeds United F. C. (préstamo)       | Inglaterra | 2009-2010 |
| Derby County F. C. (préstamo)       | Inglaterra | 2010      |
| Milton Keynes Dons F. C.            | Inglaterra | 2010-2017 |
| Milwall F. C.                       | Inglaterra | 2017-2019 |
| West Ham United F. C.               | Inglaterra | 2019-2022 |
| Milton Keynes Dons F. C.            | Inglaterra | 2022-2023 |
| Southend United F. C.               | Inglaterra | 2023-2024 |

## Palmarés

### Títulos nacionales
| Título              | Club                 | País       | Año     |
| ------------------- | -------------------- | ---------- | ------- |
| Football League One | Leicester City F. C. | Inglaterra | 2008-09 |